# Juan Carlos Castillo Ramírez
Juan Carlos Castillo Ramírez (Manizales, 19 d'agost de 1964 - Chinchiná, 25 de novembre de 1993) va ser un ciclista colombià, que fou professional entre 1985 i 1992. Un cop retirat, es va veure implicat en el tràfic de drogues, i va morir assassinat dins del seu cotxe.

## Palmarès
- 1984
  - 1r a la Volta a Colòmbia sub-23
- 1985
  - Vencedor d'una etapa de la Volta a l'Equador

### Resultats a la Volta a Espanya
- 1986. Abandona (3a etapa)
- 1987. 31è de la classificació general
- 1989. No surt (6a etapa)

### Resultats al Tour de França
- 1987. 36è de la classificació general
- 1990. 79è de la classificació general

### Resultats al Giro d'Itàlia
- 1985. No surt (7a etapa)